# VOF de Kunst
VOF de Kunst (auch The Art Company) ist eine niederländische Popgruppe aus Tilburg.

## Bandgeschichte
Die Band wurde 1983 um den Sänger Nol Havens gegründet. In den 1980er-Jahren erreichte die Gruppe in den Niederlanden einzelne Hits, darunter ihre erste Single Suzanne (1983) und Een kopje koffie (1987), bevor sie sich Kinderliedern widmete. Die Band gab sich für ihre Europatournee den englischen Namen The Art Company und erreichte unter diesem Namen 1983 und 1984 mit der englischsprachigen Version ihrer ersten Single Susanna (I’m crazy loving you) einen Hit außerhalb der Niederlande.
Später produzierte VOF de Kunst Alben mit Sinterklaas-Liedern, die sich in den Niederlanden und in Flandern großer Beliebtheit erfreuen. VOF de Kunst tritt regelmäßig in Kindertheatern auf.

### Alben
| Jahr | Titel                                                         | Höchstplatzierung, Gesamtwochen, AuszeichnungChartsChartplatzierungen (Jahr, Titel, Platzierungen, Wochen, Auszeichnungen, Anmerkungen) | Anmerkungen    |
| Jahr | Titel                                                         | NL | Anmerkungen    |
| ---- | ------------------------------------------------------------- | --- | -------------- |
| 1983 | Maandagmorgen 6:30                                            | NL33 (4 Wo.)NL |                |
| 1991 | Dikkertje Dap - Bekende TV-Liedjes van Annie M.G. Schmidt     | NL24 (32 Wo.)NL |                |
| 1991 | De Kunst Live                                                 | NL45 (7 Wo.)NL |                |
| 1992 | De lapjeskat + meer bekende TV-liedjes van Annie M.G. Schmidt | NL56 (11 Wo.)NL |                |
| 1993 | Sinterklaasfeest met V.O.F. De Kunst                          | NL91 (1 Wo.)NL | Coast to Coast |
| 1994 | De Griezel CD                                                 | NL77 (4 Wo.)NL |                |

Weitere Alben
- 1983 Susanna (CBS)
- 1984 Get It Out Of Your Head (CBS/Sony)
- 1987 Onbeperkt Houdbaar
- 1995 Liedjes uit Sesamstraat (weton Wesgram)
- 1998 Monsterhits (Sony)
- 1999 Suzanne (Sony)
- 2000 Balen! (mit Carry Slee) (Muziekuitgeverij)
- 2002 Dubbelgoud (Disky)
- 2004 Apekooien (mit Erik van Muiswinkel) (Bridge)
- 2004 Vanaf Hier Nog Vijf Kwartier (Bridge)
- 2005 Dieren (Bridge)
- 2007 De Kerstboom Spreekt (De Kunst)
- 2008 Één Kopje Koffie (Megaphon Importservice)
- 2008 Het bittere begin CD (Leopold B.V.)
- 2008 Ik ben lekker stout (Megaphon Importservice)
- 2008 De ijsmuts van prins Karel en veel meer (Musik von VOF de Kunst) (Boekerij)
- 2008 Muziek op Schoot

### Singles
| Jahr | Titel Album                               | Höchstplatzierung, Gesamtwochen, AuszeichnungChartplatzierungen (Jahr, Titel, Album, Platzierungen, Wochen, Auszeichnungen, Anmerkungen) | Höchstplatzierung, Gesamtwochen, AuszeichnungChartplatzierungen (Jahr, Titel, Album, Platzierungen, Wochen, Auszeichnungen, Anmerkungen) | Anmerkungen |
| Jahr | Titel Album                               | NL | BEF | Anmerkungen |
| ---- | ----------------------------------------- | --- | --- | ----------- |
| 1983 | Suzanne Maandagmorgen 6:30                | NL3 (8 Wo.)NL | BEF13 (5 Wo.)BEF |             |
| 1984 | Oude Liefde Roest Niet Maandagmorgen 6:30 | NL16 (5 Wo.)NL | BEF31 (2 Wo.)BEF |             |
| 1987 | Een Kopje Koffie Onbeperkt Houdbaar       | NL5 (10 Wo.)NL | BEF10 (10 Wo.)BEF |             |
| 1991 | Dikkertje Dap - Live De Kunst Live        | NL33 (3 Wo.)NL | — |             |